# Blattrippe (Fleisch)
Als Blattrippe  bezeichnet man ein Fleischteil. Es handelt sich um den mit Rippenknochen durchzogenen Teil der Rippenwand. In verschiedenen Zuschnitten nach der Schlachtung bezeichnet man dies auch als
| - Dicke Lanke - Dicke Rippe - Dicker Spitz - Federstück - Flachrippe |  | - engl. flank - Klapprippe - Geschältes - Gratfleisch - Hinteres Ausgelöstes |  | - Leiter (Fleisch) - Milchrippe - Platte / Platte Rippe - Querleiste / Querrippe - Rieddeckel |  | - Schamm - Spannrippe - Sund - Zwerchried / Zwerchrippe |